# Love Isn't Easy (But It Sure Is Hard Enough)
"Love Isn't Easy (But It Sure Is Hard Enough)" är en sång inspelad med Abba. Den var fjärde och sista singel ut från albumet Ring Ring, men singeln utkom inte i Sverige, däremot i övriga delar av Skandinavien. B-sida var "I Am Just a Girl". Låten var en av de sista att spelas in på albumet  Ring Ring. Den var också första och sista singel på Polar Music att utges under gruppnamnet 'Björn & Benny, Agnetha & Frida'. 
Sångtexten beskriver ett grälande par.

## Listplaceringar
Singeln blev en mindre hitlåt i vissa länder. I Sverige nådde den tredjeplatsen på Tio i topp.

## Låtlista
1. "Love Isn't Easy (But It Sure Is Hard Enough)"
2. "I Am Just a Girl"

### Fotnoter
1. ↑  http://www.servinghistory.com/topics/Love_Isn't_Easy_(But_It_Sure_Is_Hard_Enough)
2. ↑  ”Arkiverade kopian”. Arkiverad från originalet den 6 januari 2010. https://web.archive.org/web/20100106081011/http://abbasite.com/articles/articles/ring-ring-%E2%80%93-abba%E2%80%99s-journey-towards-eurovision. Läst 21 maj 2010.
3. ↑  Scott, Robert (2002) 'ABBA: Thank You for the Music - The Stories Behind Every Song', Carlton Books Limited: Great Britain, p. 31